# Jan Hauser
Jan Hauser (* 19. Januar 1985 in Glarus) ist ein Schweizer Curler.

## Erfolge
Hausers grösster Erfolg auf nationaler Ebene war in den Jahren 2007 und 2009 der Gewinn der nationalen Meisterschaften der Schweiz. International war er bei der WM 2007 in Edmonton mit seinem vierten Platz bis jetzt am erfolgreichsten, diesen vierten Platz konnte seine Mannschaft, für die er als Third antrat, in Moncton bei  der WM 2009 erneut erreichen. Im Juniorenbereich konnte er bereits Erfolge wie den nationalen Juniorentitel, aber auch eine Juniorenbronzemedaille bei Weltmeisterschaften erringen.
Bei der Curling-Europameisterschaft 2009 im schottischen Aberdeen gewann Hauser mit dem Team von Ralph Stöckli die Silbermedaille. Im Final unterlag er dem schwedischen Team um Skip Niklas Edin. Im darauf folgenden Jahr gelang ihm bei den Olympischen Winterspielen 2010 in Vancouver die Revanche, als die Schweizer die Schweden um Edin im Spiel um die Bronzemedaille bezwangen.